# Búbos vöcsök
A búbos vöcsök (Podiceps cristatus) a vöcsökalakúak (Podicipediformes) rendjébe, ezen belül a vöcsökfélék (Podicipedidae) családjába tartozó karcsú vízimadár faj.

## Előfordulása
A búbos vöcsök eurázsiai madár, a hegyvidékeket és a leghidegebb, északi területeket kivéve egész Európában és Ázsiában elterjedt a tengerpartok és az édesvizek közelében.

## Alfajai
- Podiceps cristatus australis(wd) – Délkelet-Ázsia, Ausztrália, Új-Zéland (ahol neve: püteketeke)
- Podiceps cristatus christiani
- Podiceps cristatus cristatus – Eurázsia
- Podiceps cristatus infuscatus – Afrika

## Megjelenése
Téli tollruhájában a faj hasa, nyakának elülső fele és arcrésze fehér, szeme vörös, csőre rózsaszín, feje teteje, nyakának hátsó része, háta és szárnyai pedig sötétbarnák. A nyári, párzási időszakban mindez látványos, vörösesbarna tollgallérral és két, szarvacskára emlékeztető bóbitával egészül ki. A fiókák rejtőszínűek, különféle barna színárnyalatok keverednek tollazatukban fehér foltokkal. A fiatal kifejlett egyedek ebből a ruházatból egy ideig megőrzik a sötét feji és nyaki csíkokat. Testük feltünően széles és alul lapos, nyakuk hosszú, csőrük hegyes, nyújtott. Farkuk nincs és csak bóbitányi toll van meg belőle. Lábuk kitűnő evező, egészen hátul,  szinte a far táján van. Ujjaikat csak tőben köti össze némi úszóhártya, előbbre minden ujjon külön úszóhártya van. Tollazatuk sűrün és mereven összeáll, sima és fényes.
A fajra a 46–51 centiméteres átlagos testhossz és 85–95 centiméteres szárnyfesztávolság jellemző, amihez 0,6–1,5 kilogrammos testtömeg társul. A nemek egyformák; a hímek némileg testesebbek.

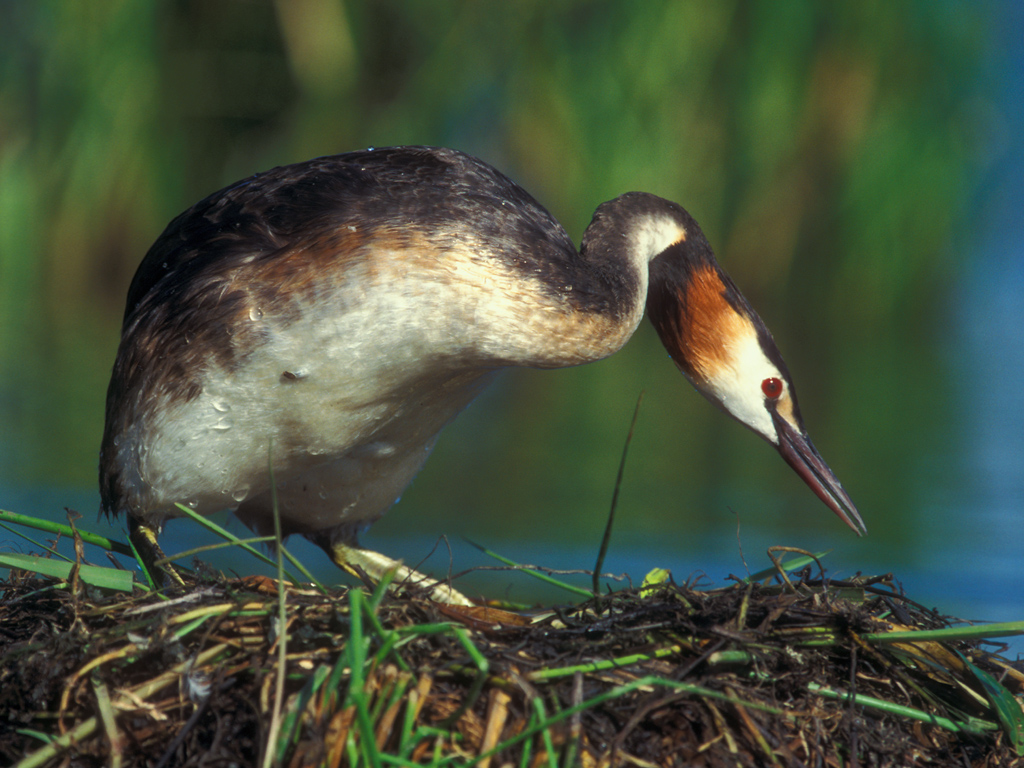
nyári megjelenése
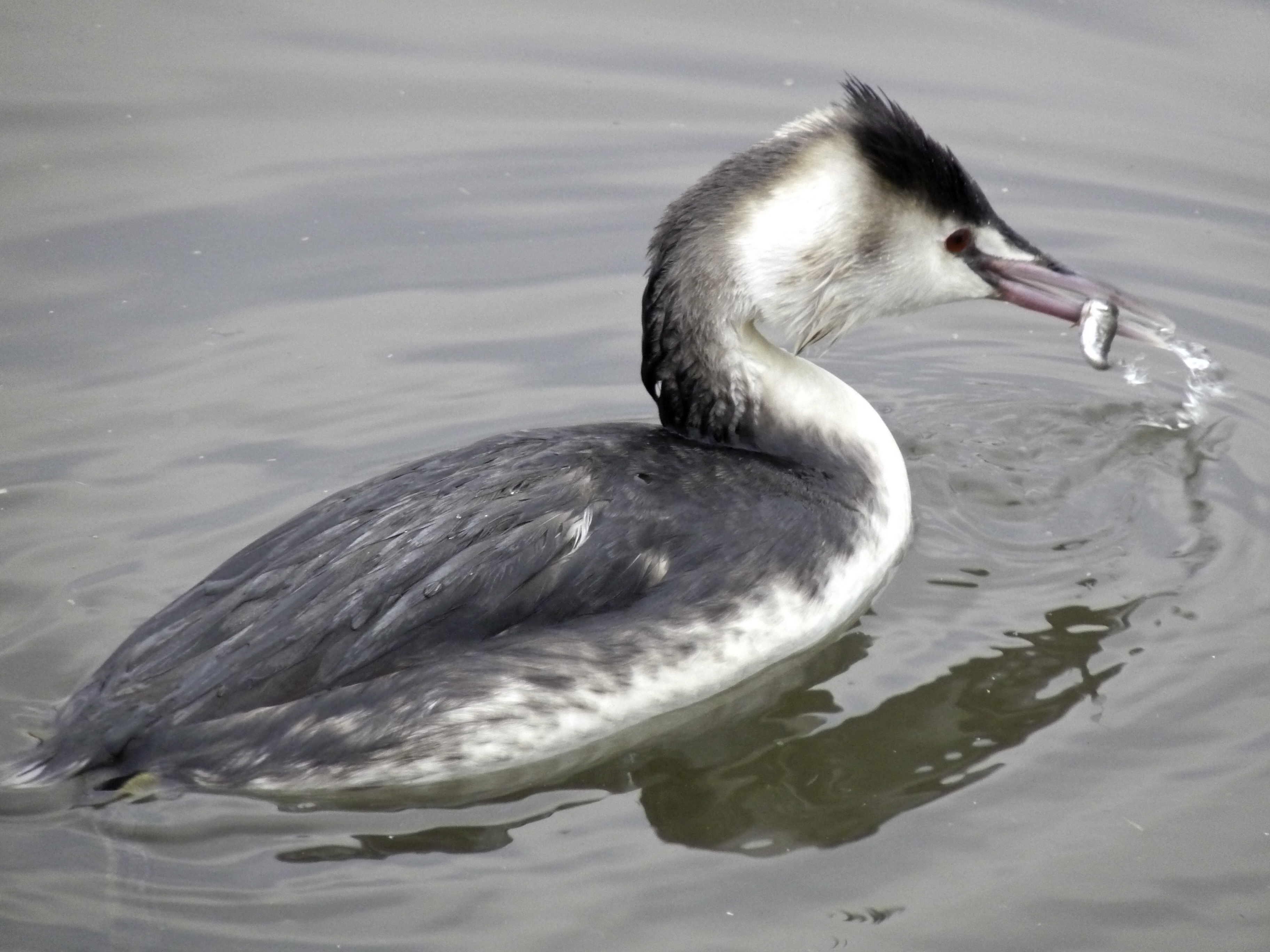
téli tollazata

## Életmódja

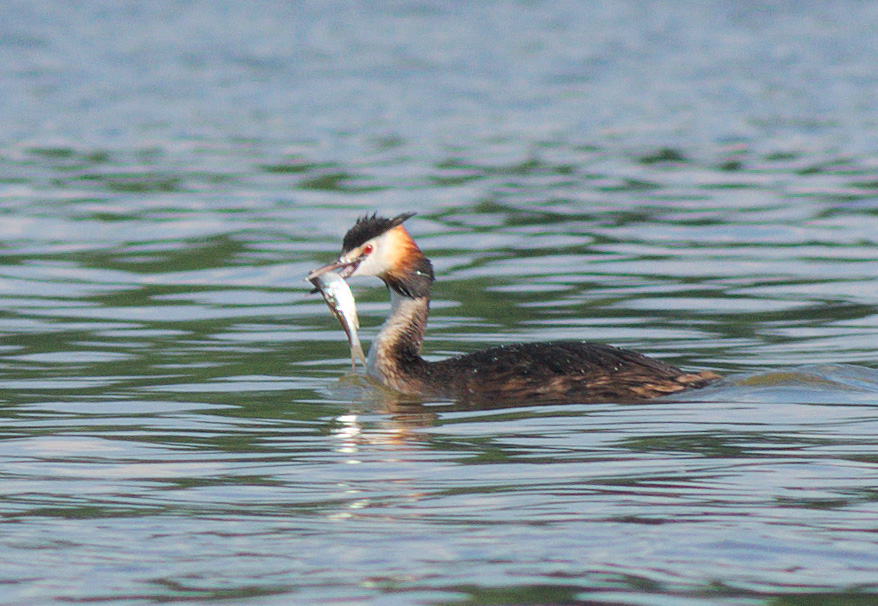
Hallal egy Moszkva melletti tavon

A búbos vöcsök elsősorban kisebb halakkal, ízeltlábúakkal, kétéltűekekkel táplálkozik, olykor étrendjét növényi részek egészítik ki. Táplálékát a víz alá bukva szerzi meg, ahol levegővétel nélkül akár 30-60 másodpercet is eltölthet. Kiváló úszó, úszóhártyás lábainak ujjait karélyos oldallemezek is segítik. Ezek szarulebenyekből állnak, amelyek visszacsapódnak, hogy visszafele mozgáskor a legkisebb ellenállást tanúsítsák.
Félénk madár, leginkább lebukva menekül ellenfelei elől. Röpte jellegzetes, nyakát mereven előrenyújtja, szárnyaival pedig rendkívüli intenzitással és sebességgel verdes. Csak a vízfelszìnről tud felemelkedni. Hangadása változatos.
A hidegebb területeken, így a Kárpát-medencében is rövidtávú vonuló, de olykor áttelelhet. Nyugat-Európában állandó madár. Az európai madarak a Közel-Keleten és Észak-Afrikában telelnek át.

## Szaporodása
A vöcsökpár minden évben tavasszal és nyár elején látványos udvarlási szertartást visz végbe a víz felszínén felmeresztett gallérral és bóbitákkal. A hím a testét magasra emeli a víz színe fölé már a tojótól messziről. A tojó úgy válaszol, hogy lekuporodik és "macskahelyzetet" vesz föl, megmutatva szárnyainak fehér csíkját. Ezzel jelzi a hímnek, hogy érdekli a dolog. A hím ekkor a víz alá bukik és pár perc múlva a tojó mellett bukik fel, mintha a vízből nőne ki. Majd mindketten extázisban rázzák a fejüket. Mindketten lebuknak a víz alá, növénydarabokkal a csőrükben jönnek fel és egymáshoz úsznak. Hirtelen kiemelkednek a vízből, mint a pingvinek mell a mellhez. A hím egy halat ajándékoz a tojónak. Ezt követően a pár takaros úszó fészket épít a sűrű növényzetben valamely holtág, mocsár vagy más állóvíz felszínén nádból, gyékényből, hínárból és más vízinövényekből. A pár a fészek körül kisebb revírt tart fenn.
Ebbe a gondosan óvott fészekbe kerül az 5-7 eredetileg kékeszöld, később a rothadó növényektől sárgásbarnává színeződő tojás, amelyek 19-20 nap alatt kelnek ki. Mindkét szülő részt vesz a költésben, majd velük tartó fiókák etetésében. A kicsinyek védelmére gyakran hátukra veszik őket szüleik, de ők már kezdettől fogva jól úsznak és buknak. A fiak önállósodására mintegy 20-30 napot kell várni, de a család még jó ideig együtt marad.

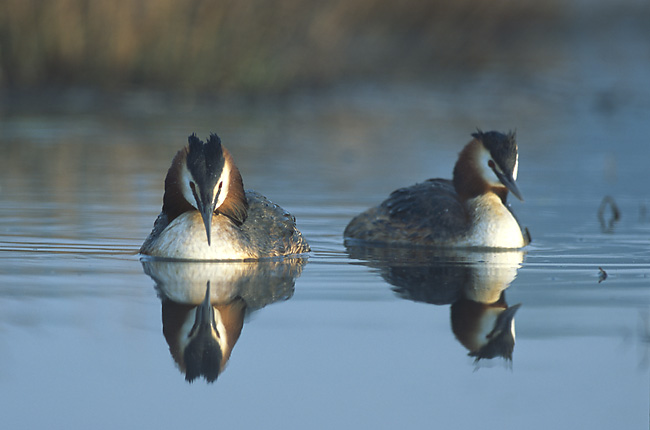
Nászruhás pár
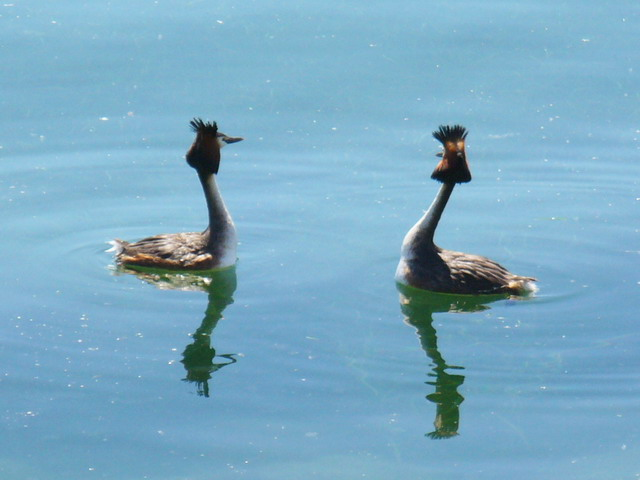
A búbos vöcskök násztánca páronként változik, de mindig látványos
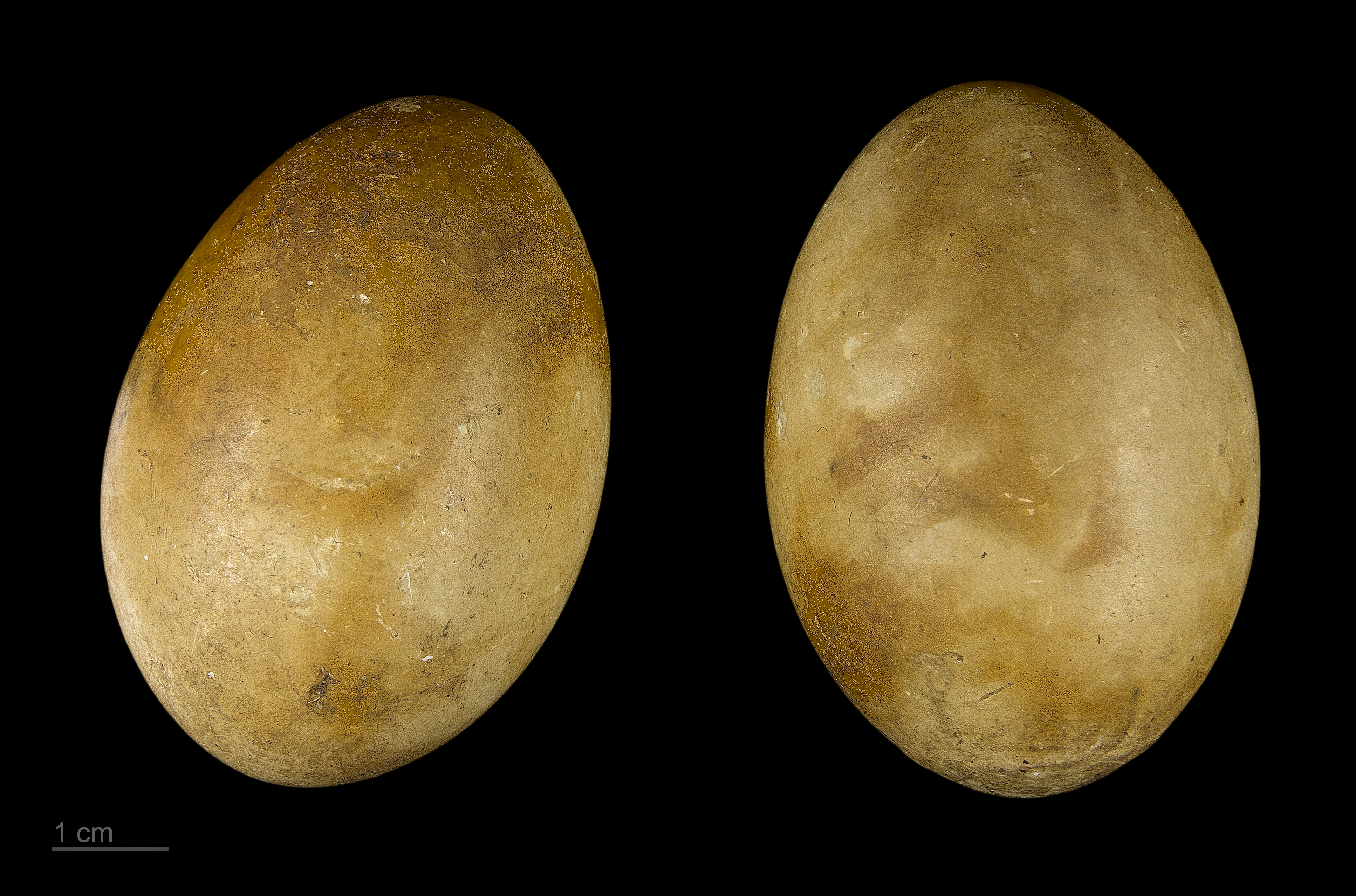
Ugyanazon búbos vöcsök fészekalj két tojása Jacques Perrin de Brichambaut(wd) francia ornitológus madártojás-gyűjteményéből védett madár tojása is védett!
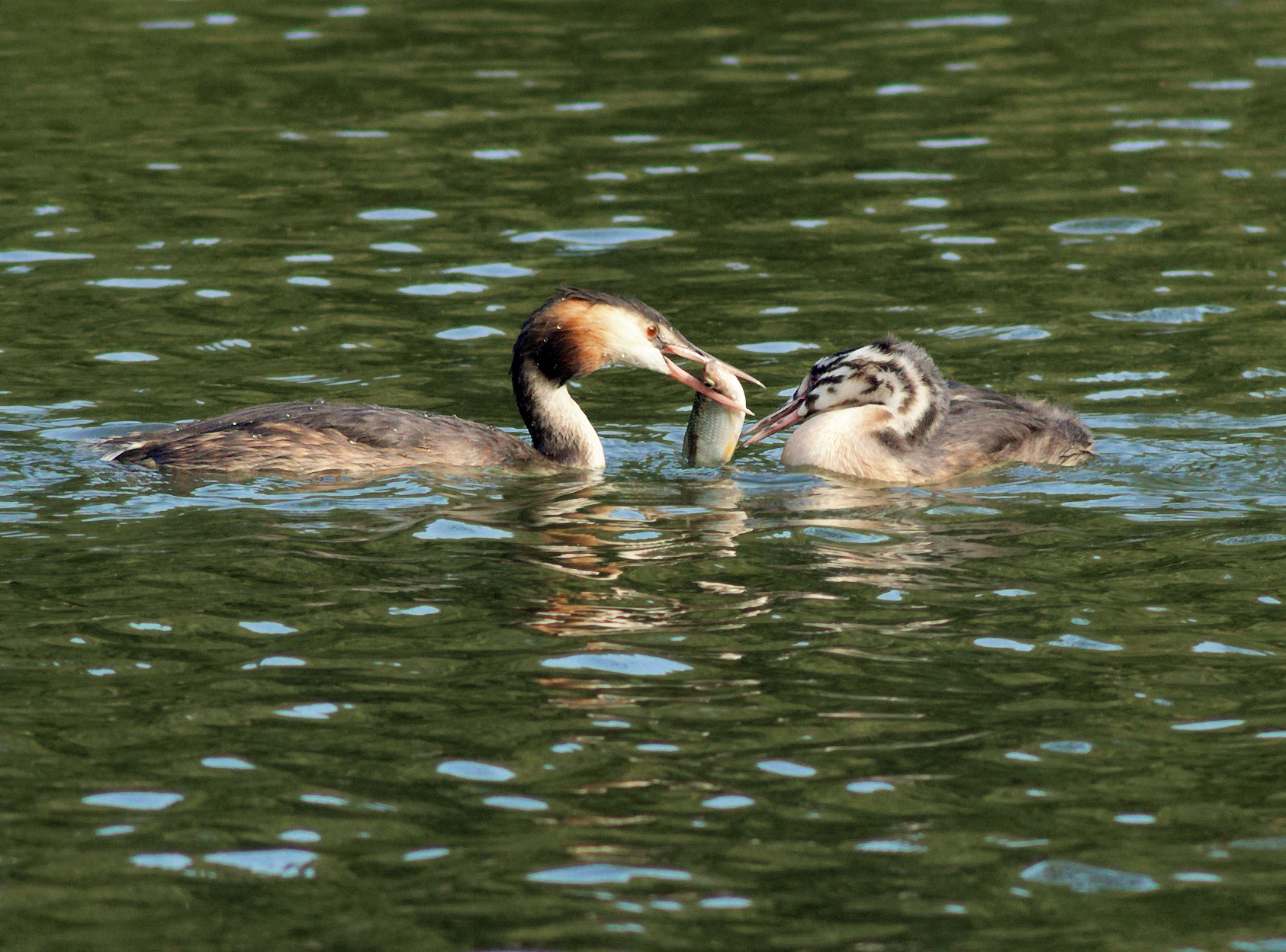
Anyányi fiókáját etető vöcsökszülő

## Kárpát-medencei előfordulása
Magyarországon gyakori, rendszeres fészkelő faj, becsült állománya 7000-9000 pár.

## Védettsége
A búbos vöcsköt elsősorban a vizes élőhelyek eltűnése fenyegeti. A 19. században vadászták kalapdíszként használt gallértollaiért, de ezt a csapást az állomány már kiheverte.
A Természetvédelmi Világszövetség értékelése szerint az igen nagy területen elterjedt, nagy példányszámú fajt nem fenyegeti különösebb veszély, ennek megfelelően SPEC besorolást sem kapott. Magyarországon védett, természetvédelmi értéke 50 000 forint.